# Болдо
Болдото (Peumus boldus Molina) е вечнозелен храст, произхождащ от тихоокеанското крайбрежие на Чили. Растението е високо до 6 м. Листата му, които имат силен дървенист аромат, се използват в кулинарията предимно в Латинска Америка. Използват се по същия начин, както и дафиновите листа. От болдо се прави също и чай предимно в Чили и Аржентина, както и в други испаноезични страни и в Бразилия.
Болдото се използва и като лечебна билка, най-вече за укрепване на жлъчката, а също и за успокояване на разстроени стомаси. В Чили често го смесват с „йерба мате“ или други чайове, за да смекчат вкуса му. В Бразилия много семейства отглеждат вкъщи едно растение болдо за тази цел, въпреки че торбички с чай от болдо се продават в почти всички супермаркети.
Болдото е от семейство Monimiaceae, което е близко свързано със семейство Лаврови (Lauraceae), което от своя страна включва много други растения, от които се получават подправки като канела, касия и дафинов лист.
Болдо е донесено и в Европа и Северна Америка.